# Memoràndum de l'Acadèmia Sèrbia de les Ciències i les Arts
El Memoràndum de l'Acadèmia Sèrbia de les Ciències i les Arts va ser un projecte de document elaborat per un comitè de l'Acadèmia Sèrbia de 1985 a 1986. El setembre de 1986, el projecte és filtrat a l'opinió pública. El Memoràndum immediatament es va fer ben famós a Iugoslàvia, ja que va donar veu a algunes opinions controvertides sobre l'estat de la nació i va advocar per una reorganització fonamental de l'Estat. Entre molta gent a Iugoslàvia, inclosa Sèrbia, es considerarà aquest text una expressió de nacionalisme serbi.
El text no guardava cap coherència entre unes parts i altres, en tant i en quant va ser tasca d'un comitè d'homes que no necessàriament estaven d'acord els uns amb els altres. Tenia dues seccions: una sobre "l'estat actual de Iugoslàvia", i l'altre sobre la situació de Sèrbia dins Iugoslàvia. La primera secció es va centrar principalment en la política econòmica i la fragmentació de Iugoslàvia que va seguir la promulgació de la Constitució de 1974. La segona secció se centra en el que els autors van veure com la situació d'inferioritat del poble serbi dins Iugoslàvia, i s'utilitza la situació dels serbis a la província de Kosovo i de Croàcia com a exemple.
Sostenien que al final de la Segona Guerra Mundial, Tito va delimitar deliberadament la Situació de Sèrbia a la unió degut la divisió de la majoria del seu territori, que aleshores incloïa Sèrbia, Montenegro, Macedònia (actualment, Macedònia del Nord), Bòsnia i algunes petites parts de Croàcia amb majoria sèrbia. També va sostenir que Tito va empitjorar encara més la situació de Sèrbia mitjançant la inclusió de dues províncies autònomes (Kosovo i Voivodina) dins les seves fronteres, una cosa que no es va fer en cap de les altres Repúbliques iugoslaves.
En el memoràndum, hom pot trobar discretes contribucions de gent com Kosta Mihajlovic en la part econòmica, Mihail Markovic sobre la lliure gestió, i Vasilije Krestić sobre la situació dels serbis de Croàcia, entre d'altres. El document en el seu conjunt és sovint erròniament atribuït a Dobrica Ćosić, que va prendre part en els debats sobre ella, però no estava en la comissió que el va produir.
El Memoràndum va ser inicialment rebutjat oficialment per la majoria dels polítics comunistes el 1986, incloent el futur president serbi Slobodan Milošević, que va definir públicament el memoràndum com a "res més que el nacionalisme més fosc". Tot i aquesta declaració, Milošević i un nombre de polítics serbis comunistes van acabar donant suport a la majoria del memoràndum.
El Memoràndum va ser considerat per alguns no-serbis com un acte virtual d'agressió contra Iugoslàvia, ja que propugnava una actitud xovinista Sèrbia i faria créixer el desig d'independència a la resta de les repúbliques. Els serbis que simpatitzaven amb els objectius del Memoràndum i els seus autors van argumentar repetidament que no s'hauria de considerar tal cosa, ja que mai no va ser editat pel consum públic tot i que va acabant sortint a la llum al diari vespertí Vecernije Novosti.
El document s'anomena sovint "Memoràndum SANU" essent Sanu l'abreviatura en serbi de l'Acadèmia.

## Alguns punts del memoràndum
- Comissió de genocidi per part dels Albanesos contra els Serbis a Kosovo (pàgines 41 i 56 del memoràndum)
- S'acusa a Eslovènia i Croàcia d'estar prenent el control de l'economia sèrbia i de que Iugoslàvia està construint indústria fora de Sèrbia (pàgina 42)
- Calen canvis constitucionals a Iugoslàvia a causa del injust maltractament i debilitament de Sèrbia) (pàgina 46)
- Existeix una gran discriminació contra els serbis propera al genocidi (pàgina 50)
- Sèrbia ha donat 2.500.000 vides per Iugoslàvia (referint-se als morts de la Primera Guerra Mundial i de la Segona.) i ara és víctima d'aquest estat (pàgina 52)
- Entre 1690 i 1912, 500.000 serbis varen fugir de Kosovo, on els albanesos cometen genocidi (pàgina 56)
- Existeix una gran discriminació dels serbis que viuen a Kosovo i a Croàcia (pàgina 58)
- Els serbis de Croàcia es troben ara en perill com mai abans ho havien estat (pàgina 62)
- Tots els escriptors en llengua sèrbia de Bòsnia són serbis i no bosnians (pàgina 65)
- La qüestió sèrbia no es resoldrà fins a la creació de la plena unitat nacional i cultural dels serbis sense importància d'on viuen (pàgines 70 - 73)
- Durant els darrers 50 anys els serbis han estat víctimes dues vegades de la destrucció, l'assimilació, el canvi de religió, el genocidi cultural, de l'adoctrinament ideològic i de que els diguen que ells no tenen cap importància. (pàgines 70 - 73)
- Si cau Iugoslàvia, Sèrbia ha de mirar pel seu interès nacional (pàgina 73)